# Levada
Pour les articles homonymes, voir Levada (homonymie).

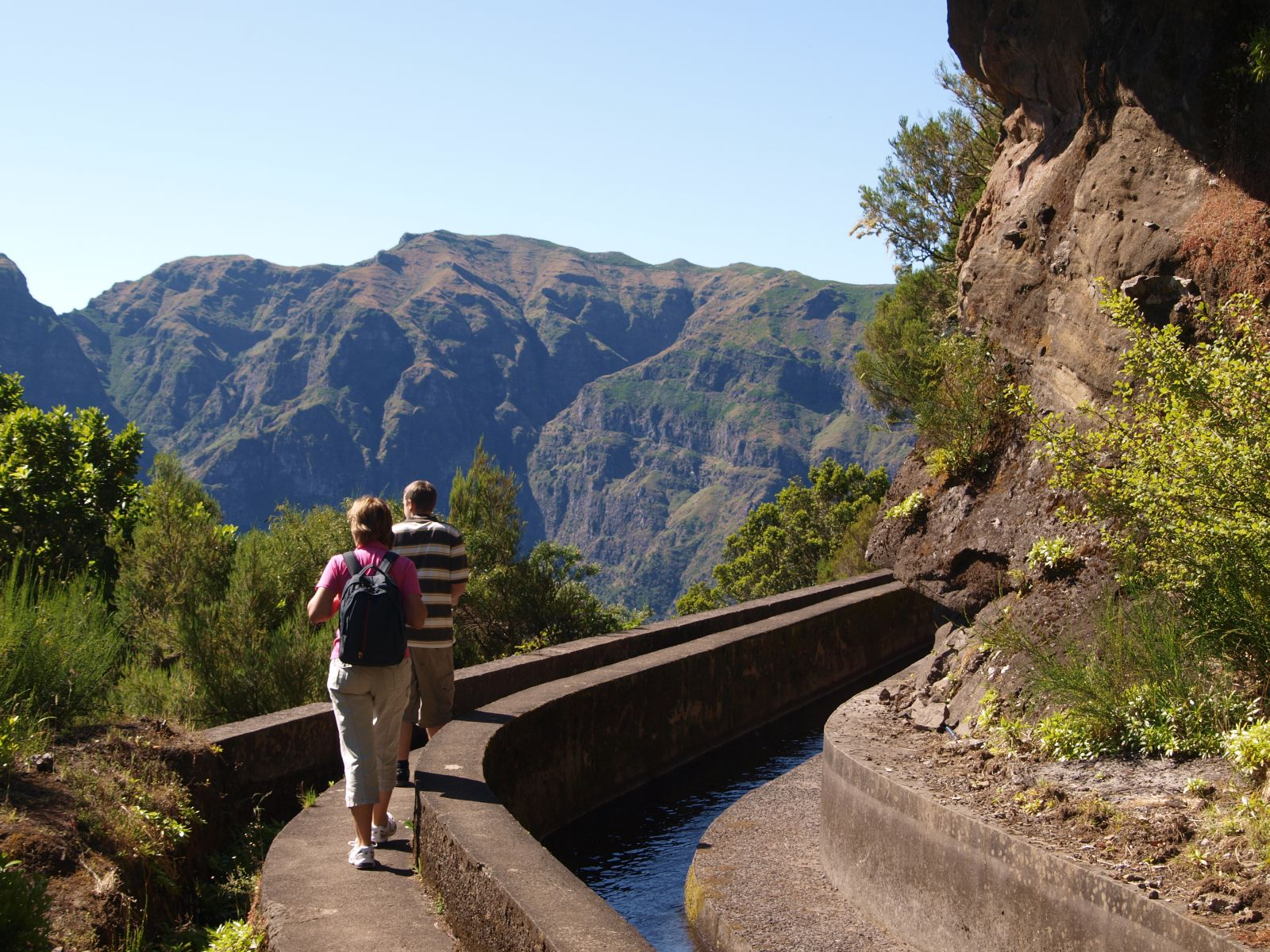

Une levada est un canal d'irrigation ou un aqueduc au Portugal, les plus connus sont sur l'île portugaise de Madère.
Les levadas furent créées par la nécessité d'acheminer d'importantes quantités d'eau du versant nord-ouest de l'île, plus arrosé, vers le versant sud-est, plus sec mais plus propice à l'habitat et à l'agriculture, telle par exemple la production de canne à sucre. Les Portugais commencèrent à creuser des levadas dès le XVIe siècle. La plus récente fut créée dans les années 1940. Madère est une île montagneuse, et la construction des levadas fut une entreprise difficile, à laquelle furent affectés des esclaves ou des forçats, mais aussi des ouvriers salariés. La plupart suivent le flanc des montagnes, mais des tunnels ont été creusés sur environ 40 kilomètres. Il arrive que sur un même flanc de montagne, une dizaine de levadas se succèdent à différents niveaux. D'autres se croisent par de petits pont-canaux.
Les levadas ne permettent pas seulement l'irrigation mais aussi la production d'électricité d'origine hydraulique. Le réseau d'une longueur totale d'environ 2 150 kilomètres, géré par l'État ou les communes, est actuellement aussi utilisé pour le tourisme : chaque levada est longée par un chemin qui permet son entretien constant. 
Épousant les courbes de niveau, ces chemins permettent pour la plupart des randonnées aisées et à plat dans de magnifiques paysages. Certains sont toutefois étroits, ou situés sur des versants abrupts, où les risques de chute pouvant entraîner des blessures ou même la mort sont réels. 
L'une des levadas les plus célèbres est la Levada do Caldeirão Verde, prolongée par la Levada Caldeirão do Inferno, avec près de 40 kilomètres de long au total. Les deux permettent une randonnée sur de longues sections, avec le franchissement de tunnels exigeant torches et casques. La Levada do Caniçal est une randonnée plus facile. Elle relie sur une douzaine de kilomètres Maroços au Tunnel Caniçal. Elle est surnommée la levada aux mimosas en raison des nombreux acacias (souvent nommés mimosas) présents sur le parcours. 

## Galerie

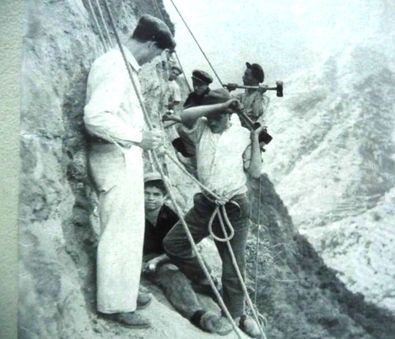
Construction
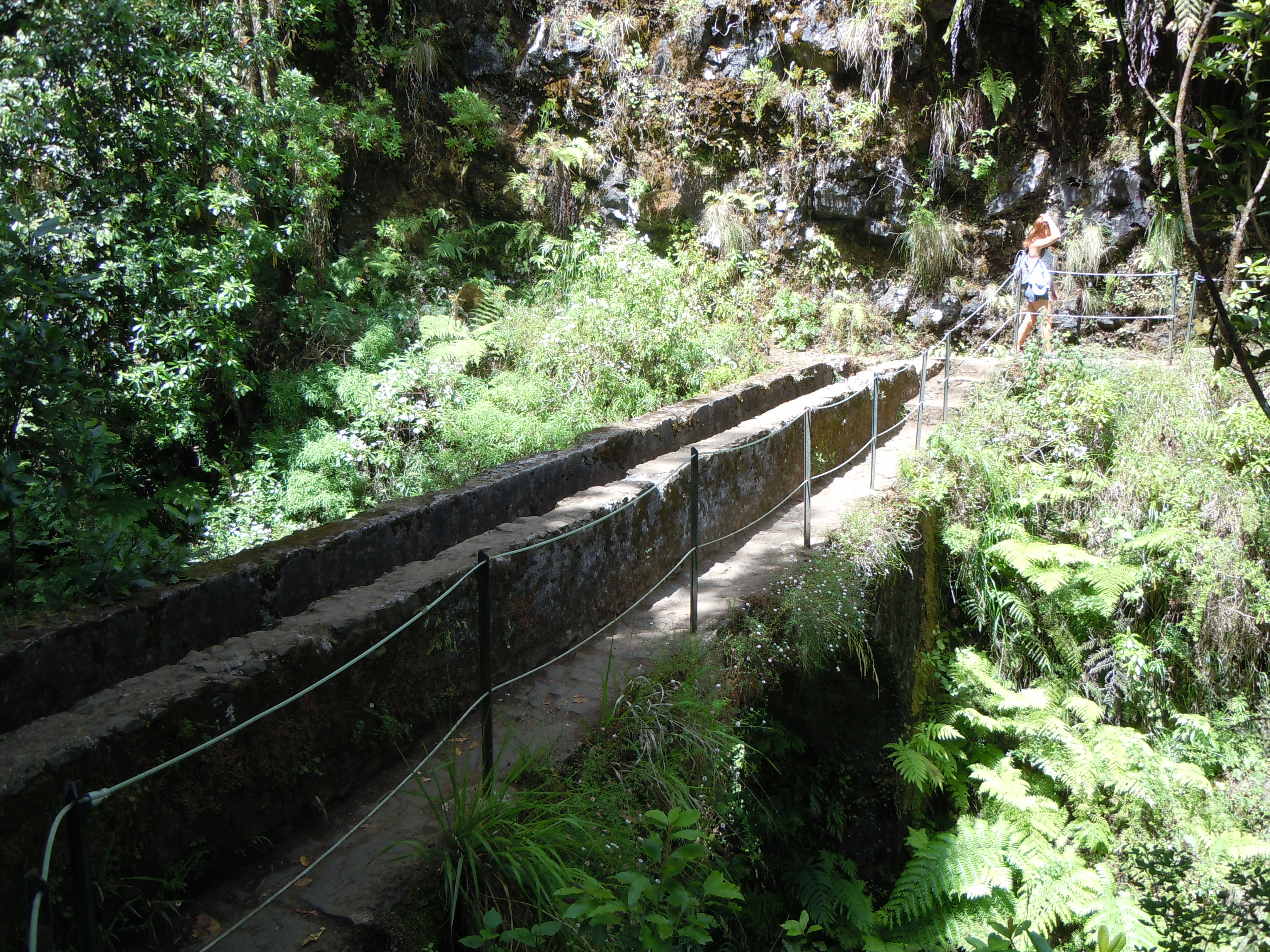
Levada do Caldeirão Verde, sur un pont traversant un ravin.
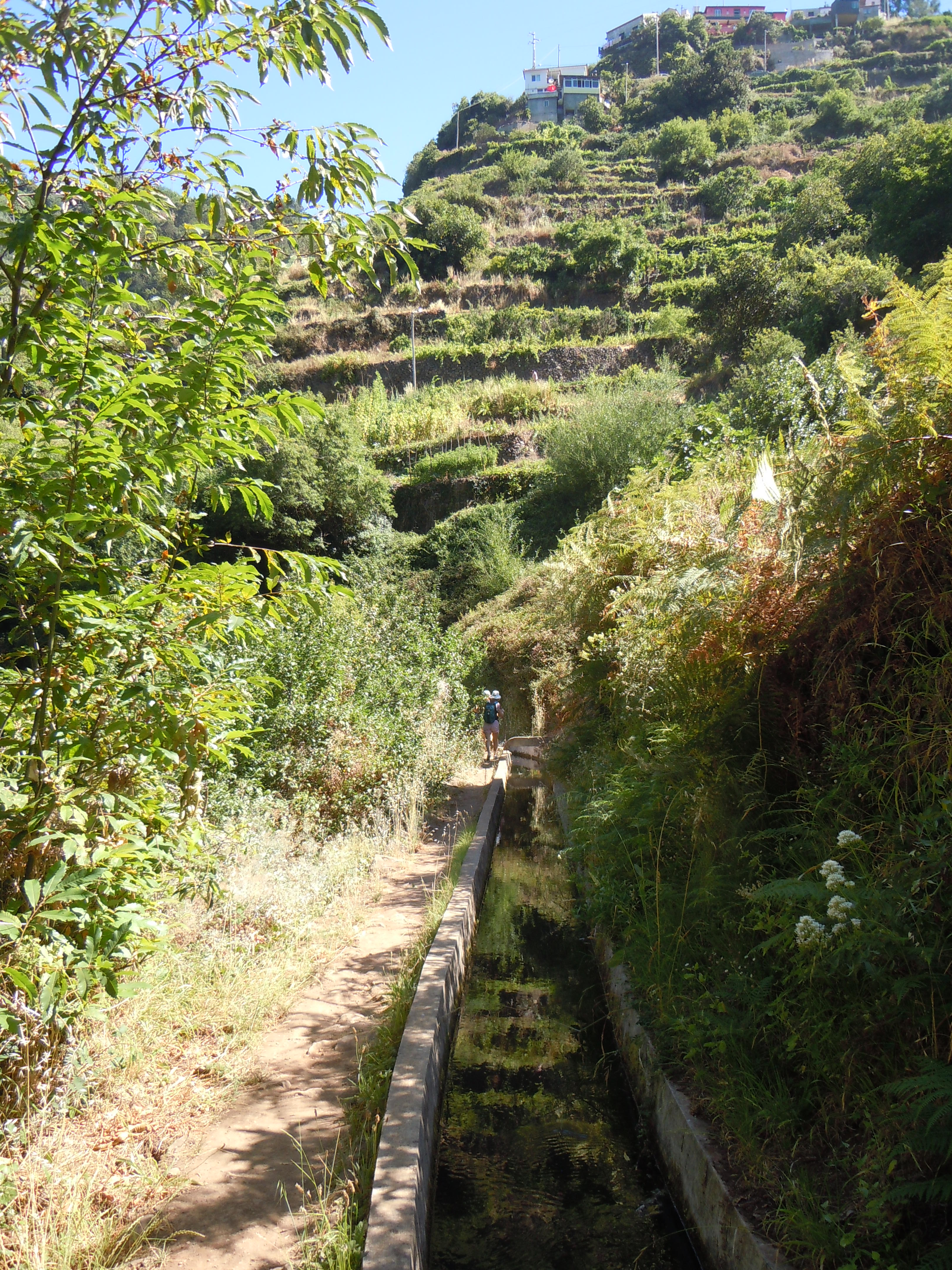
Levada do Norte
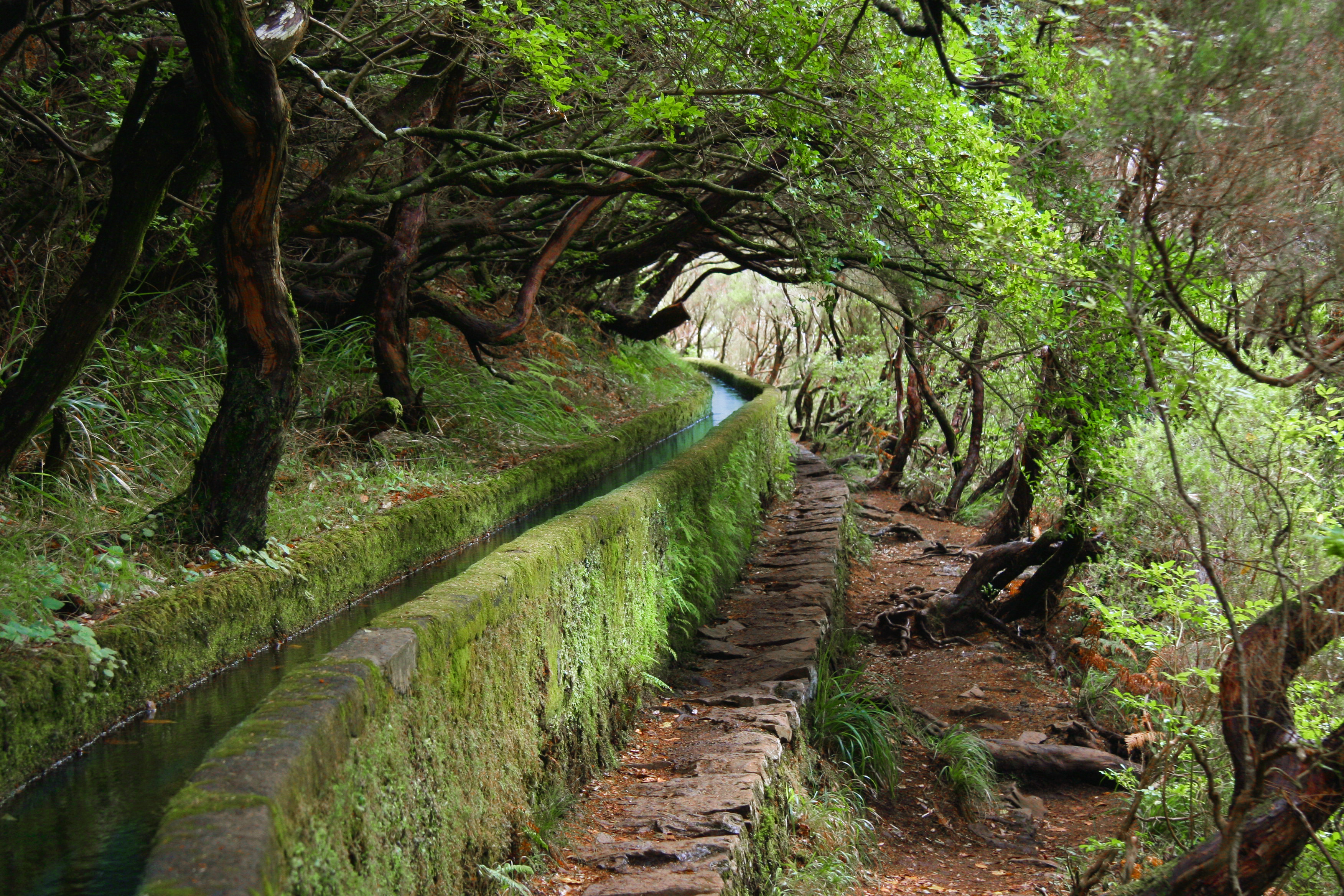
Levada des « 25 sources »
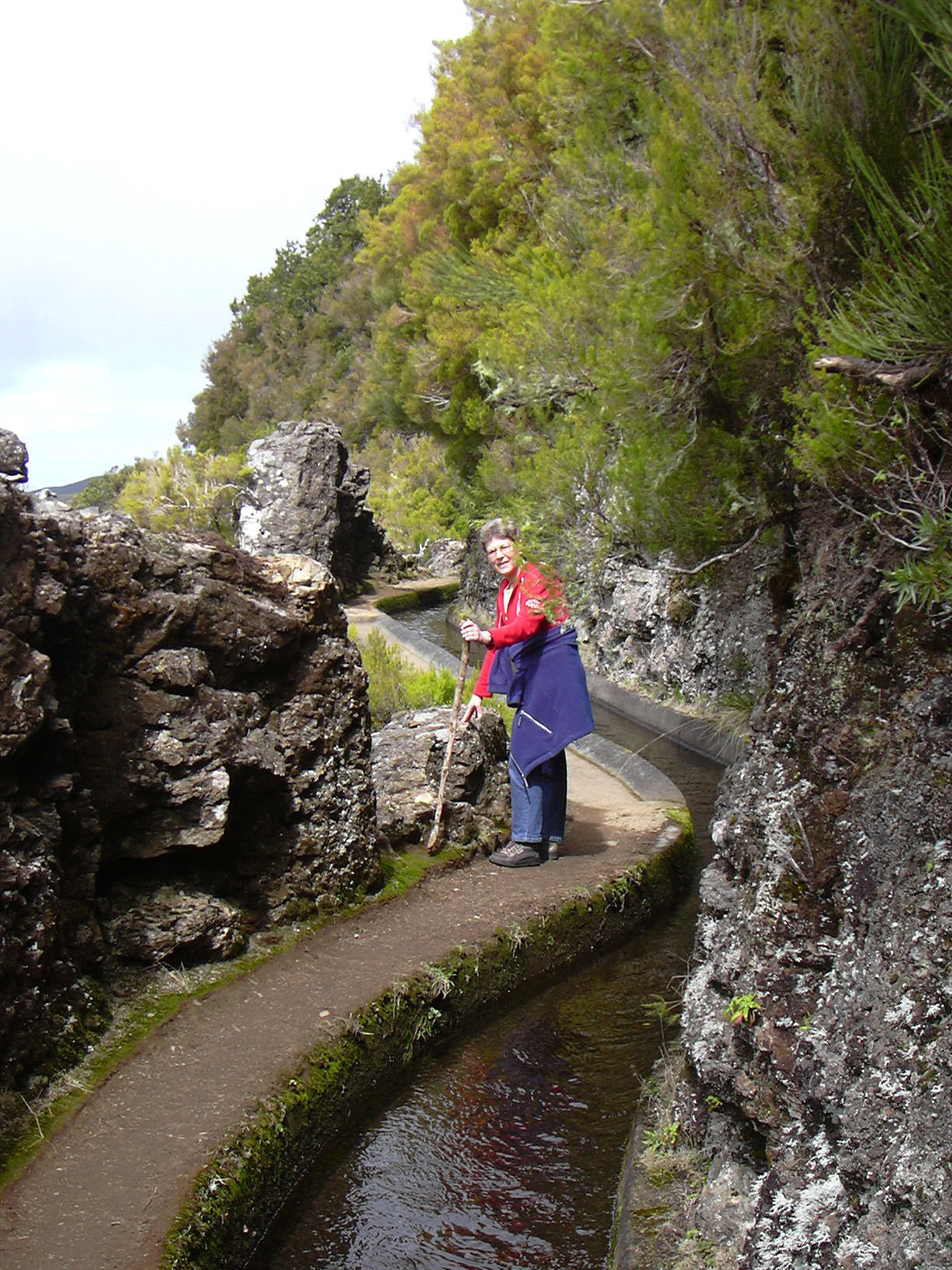
Levadas vers Rabaçal

## Tourisme
Les levadas constituent également un réseau de chemins de randonnées long de presque 1 000 km. Les guides touristiques de Madère organisent de courtes balades de une ou deux heures, le long des levadas les plus accessibles. 
Certaines levadas, plus écartées des sentiers touristiques, sont plus précairement aménagées, étant situées le long de falaises vertigineuses, leur parcours sans guide pouvant présenter des risques de chute.

## Principales levadas de l’île de Madère
| Levada da Achada do Alves              | Levada de Figueiras                  | Levada do Rei                                    |
| Levada da Achada Grande                | Levada de Marques Teixeira           | Levada do Seixal                                 |
| Levada da Água de Alto                 | Levada de Piornais                   | Levada do Techo                                  |
| Levada da Boaventura                   | Levada de São Martinho               | Levada dos Brasileiros                           |
| Levada da Cantinho                     | Levada de São Roque                  | Levada dos Cardais                               |
| Levada da Central da Ribeira da Janela | Levada de Soquinhos                  | Levada dos Cedros                                |
| Levada da Fajã                         | Levada do Baixo                      | Levada dos Curraleiros                           |
| Levada da Fajã do Amo                  | Levada do Baixo do Faial             | Levada dos Marinheiros                           |
| Levada da Fajã do Rodrigues            | Levada do Barreiro                   | Levada dos Moinhos                               |
| Levada da Fajã Nogueira                | Levada do Bom Sucesso                | Levada dos Tornos                                |
| Levada da Lagoa do Pico Redondo        | Levada do Boqueirão                  | Levada Grande                                    |
| Levada da Madalena                     | Levada do Caldeirão do Inferno       | Levada Negra                                     |
| Levada da Morena                       | Levada do Caldeirão Verde            | Levada Nova de Câmara de Lobos                   |
| Levada da Passada                      | Levada do Caniçal                    | Levada Nova de Santa Cruz                        |
| Levada da Ponta do Pargo               | Levada do Caniço                     | Levada Nova do Caniçal                           |
| Levada da Ponta do Sol                 | Levada do Castanheiro                | Levada Nova do Moinho da Serra                   |
| Levada da Portela                      | Levada do Castelejo                  | Levada Nova do Ponta do Sol II ou dos Zimbreiros |
| Levada da Rocha Vermelha               | Levada do Cedro Gordo                | Levada Nova do Rabaçal                           |
| Levada da Roda                         | Levada do Curral da Pedra            | Levada Seca                                      |
| Levada da Rouca                        | Levada do Furado                     | Levada Velha do Rabaçal                          |
| Levada da Serra da Alegria             | Levada do Juncal                     | Levada Velha I                                   |
| Levada da Serra do Faial               | Levada do Lombo                      | Levada Velha II                                  |
| Levada da Serra I                      | Levada do Lombo do Moiro ou da Serra | Levadinha João de Deus                           |
| Levada da Serra II                     | Levada do Lombo II                   | Levado do Curral e Castelejo                     |
| Levada da Serra III                    | Levada do Lombo III                  | Túnel da Alegria                                 |
| Levada da Serra ou do Cabral           | Levada do Meio                       | Túnel da Camisa                                  |
| Levada da Serra ou do Juncal           | Levada do Moinho                     | Túnel da Encumeada                               |
| Levada da Silveira                     | Levada do Norte                      | Túnel do Caldeirão Verde                         |
| Levada da Soca                         | Levada do Paul I                     | Túnel do Canal do Norte                          |
| Levada da Tabua                        | Levada do Paul II                    | Túnel do Curral das Freiras                      |
| Levada das Ginjas                      | Levada do Pico das Eirozes ou Gaula  | Túnel do Pico Grande                             |
| Levada das Rabaças                     | Levada do Pico do Arvoredo           | Túnel do Pico Ruivo                              |
| Levada das Travessas                   | Levada do Pico do Cardo              | Túnel dos Socorridos                             |
| Levada de Blandy                       | Levada do Pico do Curral             |                                                  |
| Levada de Cales                        | Levada do Pisão                      |                                                  |